# Louis de Robien
Pour les articles homonymes, voir Robien.
Louis de Robien, né le 16 février 1888 à Saint-Pierre-des-Landes et mort le 18 février 1958 à Neuilly-sur-Seine, est un diplomate français.

## Biographie
Louis de Robien est attaché d'ambassade à Saint-Pétersbourg de 1914 à 1918. Il est propriétaire du château du Mesnil-Geoffroy.

## Distinctions
- Officier de la Légion d'honneur (décret du 21 juillet 1934). Il est nommé chevalier le 23 juillet 1925 et fait officier par Saint-John Perse le 8 septembre 1934[3].

## Publications
- Journal d'un diplomate en Russie (1917-1918), Paris, Albin Michel, 1967 ; Paris, Librairie Vuibert, 2017  (ISBN 978-2311102185).